# Calle del Dos de Mayo (Sagunto)
La calle del Dos de Mayo es una vía pública de la ciudad española de Sagunto.

## Descripción
La vía discurre desde la calle de Emilio Llopis hasta después de cruzarse con la de Mariano Mestre. Recuerda con el título el levantamiento del 2 de Mayo. Aparece descrita en el Nomenclator de las calles, plazas y puertas antiguas y modernas de la ciudad de Sagunto (1901) de Antonio Chabret y Fraga con las siguientes palabras:

Dos de Mayo (calle del). Tiene su entrada por la de Gilet y desemboca en el monte del Castillo. Recibió este nombre de la circunstancia de estar enfrente de la última plaza del Castillo, hacia el Oeste, que lleva esta denominación, puesta á raiz del memorable acontecimiento de protesta del pueblo de Madrid contra la invasión francesa, en igual fecha de 1808. En el extremo de esta calle que se une al monte, se conservan restos del acueducto romano.
(Chabret y Fraga, 1901, pp. 52-53)